# 厄特利維爾 (科羅拉多州)
厄特利維爾（英語：Utleyville）是位於美國科羅拉多州巴卡縣的一個非建制地區。該地的面積和人口皆未知。

## 地理
厄特利維爾的座標為37°16′25″N 103°01′55″W / 37.27361°N 103.03194°W，而該地的平均海拔高度為1568米（即5144英尺）。